# 胡沖
胡 沖（こ ちゅう、生没年不詳）は、中国三国時代の呉から西晋にかけての政治家。豫州汝南郡固始県の人。父は胡綜。

## 生涯
赤烏6年（243年）、父の胡綜が亡くなったため、胡沖は父の都郷侯の爵位を継いだ。
天紀年間、中書令に任命され『呉歴』六巻を撰述した。
天紀4年（280年）、晋軍が侵攻して来て呉が敗色濃厚になると、孫晧は薛瑩・胡沖に対して西晋に降伏することを告げ、蜀漢の劉禅が西晋に降伏した後と同じ待遇になるよう計らせた上で、降伏文を書かせた。
呉の滅亡後、胡沖はそのまま西晋に仕え、尚書郎・呉郡太守を歴任した。